# 민유동
민유동(1923년 8월 3일 ~ 1995년 3월 2일)은 대한민국의 정치가이다.